# ローマ環状線、めぐりゆく人生たち
『ローマ環状線、めぐりゆく人生たち』（ローマかんじようせん、めぐりゆくじんせいたち、原題: Sacro GRA）は、ジャンフランコ・ロージ監督による2013年のイタリア・フランス合作のドキュメンタリー映画である。

## 概要
第70回ヴェネツィア国際映画祭のコンペティション部門で、ベルナルド・ベルトルッチ監督や坂本龍一ら審査員から満場一致で絶賛され、ドキュメンタリー映画として映画祭史上初めて金獅子賞を受賞した。
この映画は、ローマの環状高速道路「グランデ・ラッコルド・アヌラーレ」(GRA) 周辺に暮らす人々の人生を描いている。ロージはこの作品の撮影に2年をかけ、編集に8か月を費やした。ロージによればこの作品は、イタロ・カルヴィーノの幻想小説『見えない都市』からの影響を受けているという。『見えない都市』は、マルコ・ポーロがフビライ・ハーンに自らの旅を伝えることについて想像を広げた作品である。

## 備考
1. ↑  sacro gra [ˈsakro dʒi ˈɛrre a] は、イタリア語で「聖なるGRA」を意味する。